# Максимов, Яков Павлович
Яков Павлович Максимов (1874, Пермская губерния — после 1907) — крестьянин, депутат II Государственной думы Российской империи от Пермской губернии (1907).

## Биография

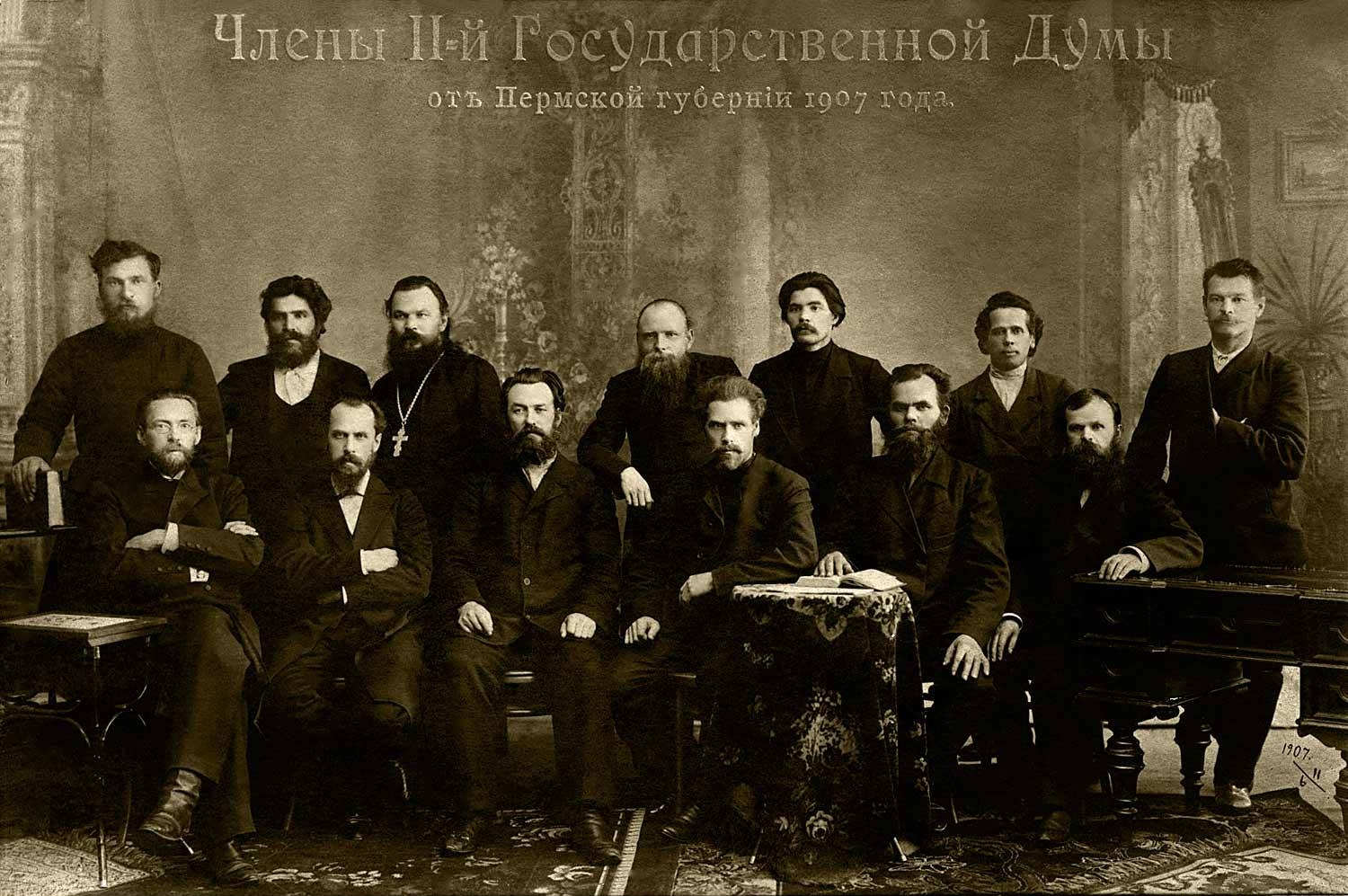
Члены II Государственной думы от Пермской губернии, 1907 год. Сидят: В. Н. Мамин, Г. И. Баскин, Я. Е. Захаров, А. А. Шпагин, Г. И. Кабаков, В. Е. Ершов; стоят: П. А. Зырянов, П. С. Сигов, К. А. Колокольников, Е. А. Петров, В. А. Чащин, Ф. Я. Тимачев, Я. П. Максимов

Яков Максимов родился в 1874 году в селе Верхне-Ницинское одноименной волости Ирбитского уезда (Пермская губерния) в крестьянской семье. Он окончил народное училище — получил начальное образование, был грамотным. Занимался земледелием: в официальных документах обозначался как «крестьянин-землепашец».
6 февраля 1907 года, на губернском избирательном собрании в Перми, Максимов был выборщиком от крестьян Ирбитского уезда. Избрался во Вторую Государственную Думу Российской империи от общего состава выборщиков Пермского губернского избирательного собрания.
Во II Думе Яков Павлович, как и многие депутаты-«землепашцы», вошёл в состав Трудовой группы и во фракцию Крестьянского союза. В думских документах он отметился всего лишь один раз: 6 марта 1907 года его выборы были официально признаны правильными.
Дальнейшая, «последумская» судьба Якова Павловича Максимова на сегодня не прослежена.